# 類結節症
類結節症（英:pseudotuberculosis）とはPhotobacterium damsela subsp. piscicida（旧名：Pasteurella piscicida）の感染を原因とするブリ属の感染症。ぶり類結節症とも呼ばれる。Photobacterium damsela subsp. piscicidaはグラム陰性、非運動性の短桿菌であり、その分離には2~3%の塩化ナトリウムを含む寒天培地が用いられる。Photobacterium damsela subsp. piscicidaの発育至適温度は22~26℃であり、哺乳類には感染しない。外観上の病変は少ないが、摂食不良となり死亡する。脾臓、腎臓に粟粒状の小白点が認められ、脾臓は顕著に腫大する。治療薬としてアンピシリン、オキソリン酸、フロルフェニコールなどが使用される。日本ではα溶血性連鎖球菌症との混合ワクチンが2008年1月に、この混合ワクチンにビブリオ抗原を加えた3種混合ワクチンが2010年3月に承認されている。